# Herminium ophioglossoides
Herminium ophioglossoides är en orkidéart som beskrevs av Rudolf Schlechter. Herminium ophioglossoides ingår i släktet honungsblomstersläktet, och familjen orkidéer. IUCN kategoriserar arten globalt som sårbar. Inga underarter finns listade i Catalogue of Life.